# Ermesinda Lucemburská
Ermesinda Lucemburská (fr. Ermesinde de Luxembourg, 1186 – 13. února 1247) byla od roku 1196 lucemburskou hraběnkou, pramáti lucemburského rodu.

## Život
Byla jedinou dcerou Jindřicha Slepého, hraběte lucemburského a z Namuru, a jeho třetí manželky Anežky z Geldernu. Před jejím narozením byl dědicem lucemburského hraběte synovec Balduin V. Henegavský.
Ve dvou letech ji otec zasnoubil s Jindřichem II. ze Champagne. Původní dědic Balduin se ovšem nevzdával myšlenky na dědictví a zakročit musel až císař. Balduin nakonec získal Namurské hrabství. Ermesinda pak byla ještě v dětském věku provdána za o mnoho staršího Theobalda I. z Baru (1158–1214), který se neúspěšně pokoušel získat Namur zpět. Z manželství se narodily čtyři děti.
Theobald zemřel na křížové výpravě 13. února 1214 a osmadvacetiletá vdova se brzy provdala znovu, za hraběte Walrama III. Limburského. Druhému manželovi porodila dva syny a dceru a přežila ho o 21 let. Na Ermesindu se vzpomíná jako na dobrou panovnici a zakladatelku kláštera Clairefontaine, kde byla také uložena k poslednímu odpočinku.